# 徐永明
徐永明（1966年5月12日—），台灣無黨籍政治人物、政治学者，生於臺中市神岡區。現任東吳大學政治學系教授，曾任時代力量黨主席、第九屆全國不分區立法委員、時代力量立法院黨團總召集人
2020年7月底，時任時代力量黨主席的徐永明因立委集體涉貪案涉犯不違背職務受賄罪遭檢方聲請羈押，同日被時代力量停權並由邱顯智代理黨主席一職，同年8月5日宣佈退出時代力量；2022年7月6日臺灣臺北地方法院一審宣判涉案立委均有罪，其中徐永明判刑7年4個月，褫奪公權3年。

## 學術研究
徐永明大學時曾修過胡佛憲法課程，並於研究所時期參加「胡佛研究室」，負責1991年國民大會代表和1992年立法委員的選舉調查研究。

## 媒體參與
常被視為「名嘴教授」。曾在中央廣播電台主持《台灣政經廣場》，並在網路媒體《南方快報》主持《徐永明專欄》。
針對苗栗縣大埔農地案，徐永明曾在三立新聞台「大話新聞」節目中，評論苗栗縣政府處理大埔農地事件之爭議。徐永明在該節目中說：「真的是為苗栗的發展嗎？真的是為經濟發展嗎？是狗官啦，做財團的走狗啦」等話，遭時任苗栗縣長劉政鴻不滿提告。台中高分院最後審理認為，我國為民主法治國家，對於人民財產權的保障應高於共產國家，而苗栗縣政府在農作物將成熟之際猝然剷除，引起徐永明的批判，並以警告語氣為之，雖其言論激烈、辛辣，卻是促請縣府妥善處理農地爭議，難以認定是出於羞辱縣府及縣長的惡意，因此判處無罪確定。

## 立法委員

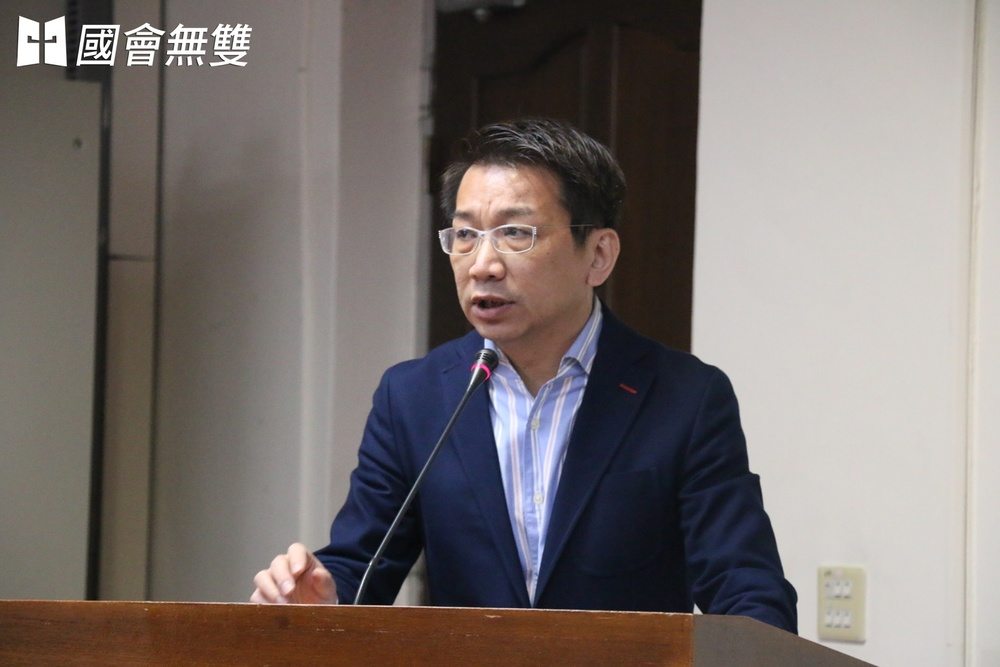
擔任立法委員的徐永明

2016年中華民國立法委員選舉，徐永明獲得時代力量提名為全國不分區及僑居國外國民立法委員選舉區候選人第二順位，選舉結果時代力量政黨票取得73萬1461票，分得2席不分區立法委員席次。徐永明順利當選為第9屆不分區立法委員，其任內八個會期皆獲公民監督國會聯盟評鑑優秀立委，2020年1月31日卸任。

### 交通安全
2017年3月徐永明表示，現行公路法規定汽車上市前需要進行車輛測試，但不會公開車測資料，在分級上也只有通過或不通過兩類，直指交通部枉顧消費者的權利，並呼籲交通部應公開車測資料，並做好適當分級。交通部承諾，將在年底前提出解決方法，會努力在台灣販售車型裡公開資訊。
蘋果日報社論曾批評，台灣有許多法令不合時宜，也有許多現行狀況缺乏法令規範，這些法令跟不上時代腳步的狀況，都源自於不在乎的心態，例如自行車載小朋友竟是違法。對此，徐永明除了修法推動親子共乘自行車合法化，也強調共乘座椅必須符合安全座椅標準以保障兒童安全。交通部承諾，會一併檢討相關配套。
台灣道路標線抗滑係數不足，常成為機車族的隱形殺手，為此徐永明在2017年6月召開記者會，要求交通部將抗滑係數從目前的45BPN提升至65BPN，並將抗滑係數檢驗列為道路檢查表之一。交通部回應，未來會參考研究資料，考量因應不同的道路環境而有不同的做法。交通部2018年表示，規畫修正「道路交通標誌標線號誌設置規則」，將最低防滑係數從45BPN提高至50BPN，最快明年公告上路。
2017年7月，徐永明鑑於大型車轉彎不當及未保持安全距離的傷亡人數逐年攀升，要求大型車強制安裝行車視野輔助系統。交通部表示，明年起會強制要求大客車與大貨車新車須加裝行車視野輔助系統，也承諾在8月底前完成相關補助程序與辦法的訂定。
該年10月，特斯拉車輛因自動駕駛失靈而發生事故。現行法律並未對自動駕駛做出規範。此外，由於智慧車輛的相關資料皆存於車商系統，在事故判斷上，消費者明顯處於弱勢的一方。徐永明呼籲，交通部應盡速將自動駕駛納管並建立公正第三方的調查單位。交通部回應，目前國際間雖未對於自動駕駛提出具體法規，但已開始討論。交通部承諾，自動駕車相關法規交通部內部也會進行檢討。
2018年8月，徐永明表示，近3年幼童專用車事故已造成上百傷亡，恐因現行幼童專用車都是以國產商用客貨車改裝，且並沒有進行撞擊測試，安全設施亦不足。要求交通部應強制規定幼童專用車需進行撞擊測試並增加安全設施，交通部與教育部承諾將共同研討加強幼童行車安全之方案。
2019年1月，徐永明召開記者會指出，近年電動自行車的傷亡事故逐年攀升，但電動自行車在現行法規中被歸類在慢車類，既不用駕照，不戴安全帽也沒有罰則，經違法改裝後，時速更可飆至60公里。爰此，徐永明要求交通部應將電動自行車比照機車納管。交通部回應，目前已在研議將電動自行車納管，對於違法改裝的行為，近期中央和地方也會啟動加強聯合稽查行動。

### 經濟民生
徐永明在第九屆第五、六會期擔任立法院財政委員會委員，期間相當關心財政相關的民生議題。公益彩券部分，徐永明要求，未來逾期未領的獎金不應沒入盈餘，而是應該滾入獎金池，併為下期獎金之用；另外，徐永明提出，台灣彩券應比照台灣運動彩券，開放民眾使用悠遊卡刷卡下注，讓彩迷投注更便利，業者也能降低店中囤積現金的壓力。上述提案皆獲民眾與業者的大力支持，財政部更因此宣布2019年將開放悠遊卡投注。
銀行業務手續費部分，許多民眾投訴各式行政費用高昂、且各間銀行標準不一，引起徐永明重視。徐永明要求，相關費用不應由銀行漫天喊價，調整標準必須公開、統一。另外，ATM跨行手續費也應調降，銀行不要老是把民眾當肥羊宰。金管會最後決議，2019年4月起將調降跨行轉帳手續費，銀行行政費用等也會一併進行檢討。
除了財政有關民生議題，徐永明也密切推動各類便民政策。2018年4月召開記者會，提出《老人福利法》第25條修正草案，主張65歲以上老人參觀公營風景區、康樂場所及文教設施，平日或假日都免費，以提升老年人權益。目前此法案已通過一讀，未來將在審查通過後上路。

### 體育改革
徐永明熱衷體育，並長期推動體育改革。2016年8月，徐永明偕同時任中華職棒工會理事長胡金龍召開記者會，揭露中華民國棒球協會財務不明，體育署2015年實際補助棒協１億多元，但公開的資訊平台上僅顯示3,000多萬，明顯有落差。另外，徐永明和胡金龍也針對台灣參與世界棒球經典賽提出四大改革訴求，包括參賽及集訓期間球員的保險、集訓賽事期間，應由球員工會代表協助球員處理權益問題，以及該賽事若有衍生收益事項，應公開收益內容。
2016年9月，徐永明召開「體育協會制度改革公聽會」，網球選手謝淑薇與其父親謝子龍、弟弟謝政鵬一同出席公聽會。公聽會主要提出協會專業化、職權利害關係人回避、會籍資格擴大、財務透明化、評鑑考核制度、設立仲裁機制、對缺失協會中斷補助等修法建議，對《國民體育法》修法影響深遠。
隔年3月，徐永明辦公室又再次揭露棒協情蒐有問題。台灣參加第4屆世界棒球經典賽出師不利，連敗給以色列隊和荷蘭隊，無緣晉級，許多球迷將矛頭指向負責組訓的中華民國棒球協會。徐永明辦公室公開情蒐計畫書，根據曝光內容，申請總經費為775萬6,000多元，其中各國賽前情蒐包括食宿、機票等就190萬元，最後獲500萬元補助。徐永明辦公室主任林鈺傑指出，有些費用匪夷所思，都已經出國情蒐，怎麼還有一筆「購買情蒐資料費」？費用中甚至還出現代課鐘點費，令人質疑。
4月又發生棒協經費不明問題，徐永明指出，體育署103年度補助給棒協的經費為「6,616萬8,849元」，但棒協自己填寫該年度業務辦理情形，卻只填寫「5,905萬8,544元」，雙方中間落差達711萬。另外，中華民國棒球協會在105年度訪評計畫三項評鑑都是良，與外界觀感明顯不符合。

### 警消權益
徐永明於2017年舉辦警察績效記者會，揭露警察績效制度失控，出現計畫達成率超過目標800%之情形，更有長官以KPI未達100％為由懲處基層員警。對此警政署承諾，改變現行績效評核制度，並定期蒐集專家、學者及基層員警意見，每年辦理檢討會議。
徐永明長期關注員警執勤安全，根據警政署統計，自2012年至2018年，警車事故共造成9位員警不幸殉職，更有高達6百多位員警受傷。徐永明於2017、2018年陸續召開警車安全相關記者會，要求警政署提升警車預算，同時研擬修法，並要求財政部關務署將進口警車比照消防、軍用車輛免除關稅，以加強車輛設備，保障員警執勤安全。
警政署目前已提高警車預算，由每輛60萬元增加至每輛90萬元，並加強警車採購規格。同時警政署亦於2019年1月完成《警用車輛進口免關稅之稅式支出評估報告》，財政部預計於2019年2月送交行政院，俟行政院送交立法院審查通過後，進口警車免除關稅方案方可實施。
除了關心警察權益，徐永明積極推動消防員權益，於2017年3月提出工會法修正草案，賦予警察、消防員組工會之權利。同年6月召開「捕蜂捉蛇回歸專業」記者會，要求農委會依照行政院長林全裁示，盡速將捕蜂捉蛇業務由消防單位回歸至農政單位。
2017年10月，徐永明於總質詢要求甫上任的新任行政院長賴清德編列常態預算，讓消防人員不必再捕蜂捉蛇，回歸給專業的農政單位。但賴清德並未承諾，並說「這是作功德的事情」。賴此番言論引發網友批評為「賴功德」，行政院成「功德院」。同年11月徐永明於內政委員會質詢時任內政部長葉俊榮，要求內政部捍衛消防員權益，將捕蜂捉蛇業務轉給農政單位，讓消防員勤務回歸正常。葉俊榮承諾會在兩年內全面回歸。
徐永明除推動捕蜂捉蛇回歸農政單位外，於2018敬鵬大火後與消防員工作權益促進會共同推動《消防法》、《災防法》修正，主要內容為加強化學物質管制、補強防災資料庫、「退避權」法條化和成立第三方跨部會事故調查單位等。

## 時代力量黨主席
2019年發生時代力量分裂危機後的8月21日，時代力量決策委員召開臨時會選出新任黨主席，黃國昌路線的徐永明得到7票，親綠派林亮君得到5票，徐永明成為時代力量第四任黨主席。隨後時代力量黨內親綠派展開抨擊：台北市信義、南松山選區立委參選人陳雨凡指責黨中央寧願接受黃國昌路線，並批評黃國昌不願正面回應支持者疑問、卻指控別人放話。

## SOGO收贿案
2020年7月31日，徐永明与多名现任及前任立委疑似涉及SOGO收贿案，遭检调搜索及约谈，徐永明因檢調無金流證據下，法官裁定新台幣80萬交保不限制出境，其办公室主任林钰杰以及助理李承值都被移送侦办，林钰杰谕令新台幣10万元交保，李承值新台幣5万交保。陳志明在時代力量全國黨員非官方社團的臉書中發文表示，2018年選後就發生一次發不出薪水的財務危機，徐永明是為黨借錢發薪水且借錢對象並非涉案人士，但不久就將此貼文刪除，隔天接受媒體採訪說明借錢發薪水的金流皆有依法申報。
2020年8月1日，時代力量黨中央在晚間宣布即日起停止黨主席徐永明及副祕書長林鈺傑之職務，推選邱顯智委員為代理黨主席，同時撤換原擔任紀律委員之副祕書長林鈺傑並請其到場說明。代理黨主席邱顯智對此致歉，時代力量方面表示將儘速展開調查處理，由黨內程序將全案送交紀律委員會依紀律規章處置。
2021年9月10日，台北地方法院傳喚東吳大學法律系教授胡博硯、徐永明前國會助理李承植。胡證稱，徐只借場地，李證稱，徐不是主辦人。胡博硯說，公聽會舉辦前沒有跟徐永明、徐的辦公室人員討論，只有郭克銘說徐永明會協助借用立法院「紅樓」會議室場地，他不認為徐永明是主辦人，只認為東吳法學院是主辦單位。李承值證稱，他記得有看過李恆隆來拜訪徐永明，「對白髮老先生有印象」，但不記得有郭克銘、吳世昌。李承值說，郭克銘提出很多要求，包括要求徐永明辦公室以公聽會主辦人身分對經濟部發文，不過，類似陳情案件很多，他都是以敷衍的心態去回覆；李說，他只有幫忙借立法院的場地，因不需蓋章只要上網登記就好。
2021年10月1日，台北地院傳喚徐永明與趨勢民調總經理吳世昌作證。徐永明表示，自己在108年12月2日跟郭克銘和李恆隆見面，只是選民服務，他沒有承諾合辦公聽會，也沒有收受李的政治獻金；吳世昌表示，徐永明是他研究所的老師，徐當上時力黨主席後，他就開始幫徐募款，當天會面結束後，他只說希望支持小黨，純屬客套，並非索賄對價，他不是徐永明的顧問，也不是所謂「收錢窗口」。吳世昌也作證表示，12月2日單純引薦郭克銘給徐永明認識，事後也完全沒參與公聽會的舉辦過程，至於為何會在公聽會舉辦前傳訊息給徐永明，請他至少坐一小時，吳世昌說，公聽會辦理前一天，接到郭克銘來電表示徐永明可能不想出席，希望幫忙再問一下，所以他傳訊息給徐永明請他坐一小時，但沒有約束力。
2022年7月6日，台北地方法院依貪污治罪條例等罪判處徐永明7年4月徒刑。全案可上訴。判決表示，徐永明因故變而未合辦公聽會，也未發文邀請官員出席，僅借用立院紅樓101會議室並於公聽會當天出席發言5分鐘，李恒隆也未交付賄賂，但北院認定構成期約賄賂

## 個人生活
徐永明育有1子，談到親子互動時提到，兒子通常是由其親自接送上下學。育兒經驗也讓徐永明在立法院更加關心孩童相關政策。
徐平時習慣在臺北市松山區松山新城周遭慢跑。

## 出版索引
- 學位論文

Yung-Ming Hsu, 1999, The Formation of National Identity in Taiwan, A dissertation submitted in partial fulfillment of the requirements for the degree of Doctor of Philosophy, 237 pages, The University of Michigan, Department of Political Science. 
- 期刊論文

1. 徐永明、陳明通，1998，〈搜尋台灣民眾統獨態度的動力：一個個體模型的建立〉，台灣政治 學刊，第三期，頁 65-114。﹙有審查制度﹚
2. 徐永明，2000，〈宋楚瑜現象:菁英分裂、選票動員與政黨重組〉，理論與政策。第十四卷，第 二期，頁 93-118。（有審稿制）
3. 徐永明、范雲，2001， 〈「學做」台灣人：政治學習與台灣認同的變遷軌跡,1986~1996〉，《台 灣政治學刊》， 第五期， 頁 3-63。 ﹙TSSCI﹚
4. 徐永明， 2001， 〈事件與議題：台灣 2000 年總統選舉中的興票案與兩岸關係〉， 《民意研 究季刊》， 第二一五期， 頁 67-102。 ﹙有審查制度﹚
5. 徐永明， 2001， 〈九四、九八台北雙城記：不確定中大眾選擇的分流點〉， 《東吳政治學 報》， 第十二期， 頁 75-112。 ﹙TSSCI﹚
6. 徐永明， 2001， 〈政治版圖：兩個選舉行為研究途徑的對話〉， 《問題與研究》， 第四十 卷，第二期， 頁 95-115。 ﹙TSSCI﹚
7. 徐永明， 2001， 〈民調在競選中的角色：以二０００年台灣總統大選中「未表態選民」為例〉， 《問題與研究》，第四十卷，第五期，頁 105-119。 ﹙TSSCI﹚
8. Yung-Ming Hsu. 2001. "Making Sense of Political Learning: The Case of Forming Identities in Taiwan," Proceedings of the National Science Council (C), Vol.11, No.4, pp.371-389. (有審查制度)
9. Yung-Ming Hsu and Pei-Shan Lee . 2002."Accounting for the Effects of Ethnic Consciousness in Taiwan: A Framing Perspective," American Asian Review, Vol. XX, No.2, pp157 -190. (有審查制 度)
10. Pei-Shan Lee and Yung-Ming Hsu. 2002. "Southern Politics? Regional Trajectories of Party Development in Taiwan," Issues & Studies, Vol.38, No.2 (June): 61-84. (SSCI)
11. 徐永明、陳鴻章，2002，〈老狗學把戲：立委選舉政黨提名的有效性〉，《東吳政治學報》， 第十五期，頁 87-121。 (TSSCI)
12. 徐永明、施純純，2002，〈報紙議題、事件與民意的流動：以台灣 2000 年總統選舉為例〉， 《台灣政治學刊》，第六期，頁 241-285。(TSSCI)
13. 徐永明、陳鴻章，2004，〈多席次選舉中政黨的分合：以台灣區域立委選舉為例〉，《選舉研 究》，十一卷，第一期：頁 127-169。(TSSCI)
14. 徐永明、陳鴻章，2004，〈地方派系與國民黨：衰退還是深化？〉，《台灣社會學》，第八期： 頁 193-228。(TSSCI)
15. 邱育琤、徐永明，2004，〈民進黨執政菁英的形成：以第一次中央政黨輪替為觀察對象〉，《台 灣政治學刊》，第八卷，第二期：頁 121-183。(TSSCI)
16. 徐永明，2004，〈公投民主與代議民主的關係：以台灣經驗為例〉，《台灣民主季刊》第一卷， 第二期：頁 1-25。（有審稿制）
17. 邱育琤、徐永明，2004，〈「新」政府，「舊」官僚﹖中央政黨輪替與行政菁英的流動〉，《公 共行政學報》，第十二期：頁 1-40。(TSSCI)
18. 徐永明、蔡佳泓、黃綉庭，2005，〈公民投票~台灣國家認同的新動力〉，《台灣民主季刊》， 第二卷，第一期：頁 51-74。(有審查制度)
19. 徐永明，2005，〈時序模型在選舉預測上的應用:以美國、台灣總統選舉為例〉，《調查研究： 方法與應用》，第十七期：頁 111-149。(有審查制度)
20. 徐永明，2005，〈2005 年台灣三合一選舉評析〉，《台灣民主季刊》，第二卷，第四期：頁 135-145。(有審查制度)
21. Chia-Hung Tsai and Yung-Ming Hsu. 2005. ―Expected-Utility Voting in Taiwan's Legislative Elections: 1995, 1998, and 2001.‖ International Political Science Review. Vol. 26, No. 4, pp. 397-412. (SSCI)
22. Yung-Ming Hsu. 2006.―Splitting and Making Parties: Analysis of Party Reconfiguration in Taiwan,‖ East Asia,Vol.23,No1,pp.7-26. (有審查制度)
23. 徐永明、陳鴻章，2007，〈黨內派系競爭與政黨選舉命運～以民進黨為例〉，《政治科學論叢》， 第 31 期：頁 129-174。(TSSCI)
24. 徐永明，2007，〈 2007 年民進黨總統候選人提名初選評析〉，《台灣民主季刊》，四卷二期：151-171。（有審稿制）
25. 徐永明，2007，〈 政權輪替與公股董事流動的初探－以上市鋼鐵類股公司為例〉，《國家菁英研究季刊》，三卷四期：43-60。（有審稿制）
26. 徐永明、林昌平，2008，〈統計方法與理論驗證的謬誤相關：以政治版圖變遷的研究為例，1989-2004〉，《東吳政治學報》，二十六卷二期：83-115。(TSSCI)
27. 徐永明，2008，〈二次政黨輪替之後—民進黨的改革與發展與臺灣民主〉，《台灣民主季刊》，五卷二期：149-160。（有審稿制）
28. 徐永明、林昌平，2009，〈「南方政治」的再檢驗：總統選票的分量迴歸分析〉，《選舉研究》，十六卷一期：1-35。(TSSCI)
29. 徐永明、林昌平，2009，〈選舉縱橫資料中地區效果的測量：以民進黨得票率的變化為例1986-2004〉，《人文及社會科學集刊》，二十一卷三期：431 -465 。(TSSCI)
30. 徐永明，2011，〈台北雙城記？一個選舉地理的考察〉，《東吳政治學報》，二十九卷二期：181-217。(TSSCI)
31. 徐永明、林昌平，2012，〈選舉地理如何影響臺灣縣市長候選人的當選機率：1989–2009〉，《人文及社會科學集刊》，第 24 卷第 02 期：121-163。(TSSCI)
32. 徐永明、吳怡慧，2013，〈選票的政治地理測量及其立法影響：以 2012 年臺灣大選與瘦肉精議題為例〉，《東吳政治學報》。 31,4:161-207。 (TSSCI)。
33. 黃秀端、徐永明、林瓊珠，2014，〈政治知識的測量〉，《選舉研究》。21,1:89-126。(TSSCI)。
34. 林昌平、吳怡慧、徐永明，2015，〈空間推論與政治行為：最大熵方法於調查研究的應用，TEDS2012〉，《地理學報》。(TSSCI)。
35. 徐永明、吳怡慧，2017，〈調查研究之有效空間抽樣分析-以 2010、2012TEDS 資料為例〉，《東吳政治學報》，三十五卷一期：143-177。(TSSCI)
36. 黃秀端、徐永明、林瓊珠，2017，〈政治知識的性別差異〉，《選舉研究》。24,2:39-63。(TSSCI)。

- 專書之一章

1. Yung-Ming Hsu（Co-author with Tun-jen Cheng） .1996."Issue Structure, the DPP’s Factionalism, and Party Realignment. " In Taiwan’s Electoral Politics and Democratic Transition. Edited by Hung-mao Tein. Armonk NY:ME Sharp.
2. 徐永明， 2001， "Ethnic Voting in Taiwan, 1983-1998: The Construction and Interpretation of EVI(Ethnic Voting Index)," 徐永明‧黃紀主編，《政治分析的層次》，頁 251~287，台北：韋伯 出版社。
3. 徐永明， 2002，〈半總統制下政府組成的途徑：政黨中心或總統中心？〉，陳隆志主編，《新 世紀，新憲政：憲政研討會論文集》，頁 259~272，台北：元照出版社。
4. 徐永明， 2002，〈單一選區兩票制政治衝擊的模擬〉，陳隆志主編，《新世紀，新憲政：憲政 研討會論文集》，頁 467~484，台北：元照出版社。
5. Yung-Ming Hsu (Co-author with Tun-Jen Cheng). 2002. "Strategic Voting, the Third Party, and a Non-Durvergerian Outcome: the March 2000 Election in Historical and Comparative Perspectives," In Lee's Legacy and Its Implications of New Administration Eds. by Bruce Dickson. NY: ME Sharp.
6. 徐永明、陳鴻章，2004，〈戰後國會改革與民主發展〉，國史館主編，《二十世紀台灣民主發 展學術論文集》，頁 99~144，台北：國史館。
7. 徐永明、陳鴻章，2006，〈台灣立委選舉選區重劃對於政黨競爭衝擊的模擬〉，台灣法學會主編， 《台灣法學新議題 四》，頁 31~84，台北：元照。
8. Yung-Ming Hsu,﹙Co-author with T. J. Cheng﹚.2007." Taiwan’s Party System, Coalition Politics and Cross-Strait Relations," In Economic Integration, Democratization and National Security in East Asia, Ed. By Peter Chow.  Edwaed Elgar.
9. Yung-Ming Hsu. 2006.﹙Co-author with Chia-Hung Tsai and Hsiu-Tin Huang﹚―Referendum: A New Way of Identifying National Identity,‖ In Asian New Democracies: The Philippines, South Korea and Taiwan Compared. Eds. By Hsiao, Hsin-Huang Michael. Taipei: Taiwan Foundation for Democracy.
10. 徐永明，2011，〈黨政關係演變之動態分析：以國民黨立委政職與黨職的時序流動為測量對象〉， 東吳大學政治學系國會研究中心主編，《黨政關係與國會運作》，頁 109~142，台北：五南。
11. Yung-Ming Hsu,﹙Co-author with T. J. Cheng﹚. 2014. " Long In the Making: Taiwan’s Institutionalized Party System," In Party System Institutionalization in Asia: Democracies, Autocracies, and the Shadows of the Past, Eds. By Allen Hicken and Erik Kuhonta, to be published by Cambridge University Press.

- 主編之專書

1. 徐永明、黃紀合編，2001，《政治分析的層次問題》，386 頁，台北：韋伯出版社。
2. 徐永明、吳怡慧合著，2018，《 空間政治：空間分析於選舉地理與政治行為研究之應用》，161 頁，台北：五南出版社。(MOST 105‐2410‐H‐031‐007)

### 學術期刊
著有數篇學術期刊論文，詳見東吳大學個人網頁介紹。

## 外部連結
- 台灣政經廣場
- 徐永明專欄 （页面存档备份，存于）
- 東吳大學政治學系 （页面存档备份，存于）
- 立法院 徐永明委員簡介 （页面存档备份，存于）
- 徐永明的Facebook專頁
- YouTube上的徐永明頻道

| 政党职务      | 政党职务                                          | 政党职务      |
| ------------- | ------------------------------------------------- | ------------- |
| 時代力量      |                                                   |               |
| 前任： 邱顯智 | 時代力量黨主席 第四任 2019年8月21日－2020年8月1日 | 繼任： 高鈺婷 |